# Medaile za zásluhy při ochraně státní hranice
Medaile za zásluhy při ochraně hranic (bulharsky: Медал За заслуги по охраната награницата) bylo vyznamenání Bulharské lidové republiky založené roku 1976. Udílena byla příslušníkům pohraniční stráže i civilistům za zásluhy spojené s ochranou hranice.

## Historie a pravidla udílení
Medaile byla založena výnosem Národního shromáždění č. 724 ze dne 26. května 1976. Byla udílena občanům Bulharska i cizím státním příslušníkům za pomoc pohraničním jednotkám při zadržování a neutralizaci narušitelů hranic, stejně jako vojákům pohraniční stráže za jejich hrdinství a odvahu a za dlouhou službu. Mohla být udělena i civilistům. Medaile byly raženy ve státní mincovně v Sofii podle návrhu S. Nenova.

## Insignie
Medaile byla pravidelného kulatého tvaru o průměru 33 mm. Vyrobena byla z mosazi. Uprostřed medaile byl reliéf zobrazující tři příslušníky pohraniční stráže. Kolem ústředního motivu byl v kruhu nápis v cyrilici заслуги по охраната награницата (za zásluhy při ochraně hranice).
Na zadní straně byl vavřínový věnec ve spodní části převázaný stuhou. Uprostřed byl zobrazen hraniční kámen nad kterým byla umístěna pěticípá hvězda.
Stuhou byla potažena kovová destička v podobě pětiúhelníku a k medaili připojena jednoduchým očkem. Stuhu tvořil při levém okraji úzký pruh žluté barvy, nasledovaný širším pruhem světle zelené barvy po kterém následoval široký pruh tmavě zelené barvy.